# 富来町 (石川県)
富来町（とぎまち）は、石川県の能登地方にかつて存在した町。羽咋郡に属した。
2005年（平成17年）9月1日に志賀町と新設合併して新しい志賀町となり、地方公共団体としての富来町も廃止した。

## 地理

### 隣接していた自治体
- 石川県
  - 七尾市
  - 羽咋郡志賀町
  - 鳳珠郡穴水町、門前町

## 歴史
縄文時代、弥生時代、古墳時代の遺跡が存在する。9世紀初頭、富来町の福良津（現在の福浦港と比定される）に渤海使の為に客院を置いたことが日本後紀に記載されている。この福浦港は、能登半島の外浦屈指の良港であったこともあり古くから近くを航行する船が多かった。
そのため、慶長年間から近くに住む日野家が代々かがり火を焚いて航路の安全を見守ってきたが、元禄年間には灯明台が設けられ更に1876年（明治9年）には、日野家当主 吉三郎によって木造の旧福浦灯台が建設され1952年（昭和27年）まで使用された。

### 沿革
- 1889年（明治22年）4月1日 - 町村制の施行により、羽咋郡牛下村、生神村、領家七海村[1]、七海村、地頭町村、領家町村及び高田村を廃し、その区域をもって羽咋郡富来村を設置する。
- 1919年（大正8年）9月1日 - 羽咋郡富来村が町制施行して、羽咋郡富来町となる。
- 1945年（昭和20年）6月12日 - 富来湾に停泊していた商船3隻が、アメリカ海軍航空機の攻撃で撃沈される。
- 1954年（昭和29年）11月3日 - 羽咋郡富来町、福浦村、熊野村、稗造村、東増穂村、西増穂村、西海村及び西浦村を廃し、その区域をもって羽咋郡富来町を設置する。当時の人口16,070人。
- 2000年（平成12年） - 国勢調査の人口が10,000人を切る。（9,715人）
- 2005年（平成17年）
  - 8月20日 - 志賀町との合併に向けて閉町式が行われた。
  - 9月1日 - 羽咋郡志賀町及び富来町を廃し、その区域をもって羽咋郡志賀町を設置する。

## 行政

### 歴代富来町長・富来村長
| 歴代富来村長                   | 歴代富来村長 | 歴代富来村長 | 歴代富来村長               | 歴代富来村長               | 歴代富来村長   |
| 代                             | 人           | 氏名         | 就任                       | 退任                       | 備考           |
| ------------------------------ | ------------ | ------------ | -------------------------- | -------------------------- | -------------- |
| 1                              | 1            | 田島道生     | 1889年（明治22年）6月      | 1893年（明治26年）7月3日   |                |
| 2                              | 1            | 田島道生     | 1893年（明治26年）7月5日   | 1897年（明治30年）7月4日   |                |
| 3                              | 1            | 田島道生     | 1897年（明治30年）7月7日   | 1901年（明治34年）7月12日  |                |
| 4                              | 1            | 田島道生     | 1901年（明治34年）7月13日  | 1905年（明治38年）7月12日  |                |
| 5                              | 1            | 田島道生     | 1905年（明治38年）7月26日  | 1908年（明治41年）7月25日  |                |
| 6                              | 1            | 田島道生     | 1909年（明治42年）7月10日  | 1911年（明治44年）5月25日  |                |
| 7                              | 2            | 和泉左一郎   | 1911年（明治44年）7月3日   | 1911年（明治44年）11月9日  |                |
| 8                              | 3            | 葛城忠寸計   | 1911年（明治44年）11月29日 | 1915年（大正4年）11月28日  |                |
| 9                              | 3            | 葛城忠寸計   | 1915年（大正4年）12月2日   | 1919年（大正8年）8月31日   |                |
| 歴代富来町長（1919年ー1954年） |              |              |                            |                            |                |
| 代                             | 人           | 氏名         | 就任                       | 退任                       | 備考           |
| 1                              | 1            | 葛城忠寸計   | 1919年（大正8年）9月1日    | 1919年（大正8年）12月1日   |                |
| 2                              | 1            | 葛城忠寸計   | 1919年（大正8年）12月12日  | 1921年（大正10年）8月8日   |                |
| 3                              | 1            | 葛城忠寸計   | 1921年（大正10年）9月19日  | 1925年（大正14年）4月4日   |                |
| 4                              | 2            | 林野末吉     | 1925年（大正14年）4月30日  | 1929年（昭和4年）4月29日   |                |
| 5                              | 3            | 柏谷貞治     | 1929年（昭和4年）4月30日   | 1931年（昭和6年）9月14日   |                |
| 6                              | 3            | 柏谷貞治     | 1931年（昭和6年）10月5日   | 1935年（昭和10年）10月4日  |                |
| 7                              | 3            | 柏谷貞治     | 1935年（昭和10年）10月5日  | 1939年（昭和14年）10月4日  |                |
| 8                              | 3            | 柏谷貞治     | 1939年（昭和14年）10月5日  | 1943年（昭和18年）10月4日  |                |
| 9                              | 3            | 柏谷貞治     | 1943年（昭和18年）10月5日  | 1946年（昭和21年）11月11日 |                |
| 10                             | 4            | 林晋三       | 1947年（昭和22年）3月10日  | 1947年（昭和22年）4月1日   |                |
| 11                             | 5            | 岡田秀造     | 1947年（昭和22年）4月5日   | 1951年（昭和26年）4月4日   |                |
| 12                             | 6            | 浜辺半七郎   | 1951年（昭和26年）4月23日  | 1954年（昭和29年）11月2日  |                |
| 歴代富来町長（1954年ー2005年） |              |              |                            |                            |                |
| 代                             | 人           | 氏名         | 就任                       | 退任                       | 備考           |
|                                |              | 橋本宇平     | 1954年（昭和29年）11月3日  | 1954年（昭和29年）11月25日 | 町長職務執行者 |
| 1                              | 1            | 浜辺半七郎   | 1954年（昭和29年）11月26日 | 1958年（昭和33年）11月25日 |                |
| 2                              | 1            | 浜辺半七郎   | 1958年（昭和33年）11月26日 | 1962年（昭和37年）11月25日 |                |
| 3                              | 2            | 岡田秀造     | 1962年（昭和37年）11月26日 | 1966年（昭和41年）11月25日 |                |
| 4                              | 3            | 富地重内     | 1966年（昭和41年）11月26日 | 1970年（昭和45年）11月25日 |                |
| 5                              | 4            | 町居一郎     | 1970年（昭和45年）11月26日 | 1974年（昭和49年）11月25日 |                |
| 6                              | 5            | 雲田登       | 1974年（昭和49年）11月26日 | 1978年（昭和53年）11月25日 |                |
| 7                              | 5            | 雲田登       | 1978年（昭和53年）11月26日 | 1982年（昭和57年）11月25日 |                |
| 8                              | 6            | 松田佑興     | 1982年（昭和57年）11月26日 | 1986年（昭和61年）11月25日 |                |
| 9                              | 6            | 松田佑興     | 1986年（昭和61年）11月26日 | 1990年（平成2年）11月25日  |                |
| 10                             | 6            | 松田佑興     | 1990年（平成2年）11月26日  | 1994年（平成6年）11月25日  |                |
| 11                             | 6            | 松田佑興     | 1994年（平成6年）11月26日  | 1998年（平成10年）11月25日 |                |
| 12                             | 6            | 松田佑興     | 1998年（平成10年）11月26日 | 2002年（平成14年）11月25日 |                |
| 13                             | 6            | 松田佑興     | 2002年（平成14年）11月26日 | 2005年（平成17年）8月31日  |                |

- 町長 - 松田 佑興（まつだ・ゆうこう）

### 学校教育
高等学校
- 石川県立富来高等学校

中学校
- 富来町立富来中学校

小学校
- 富来町立富来小学校

### 社会教育

#### 図書館
- 富来町立図書館

## 交通

### 道路
- 一般国道
  - 国道249号
- 県道
  - 主要地方道
    - 石川県道23号富来中島線
    - 石川県道36号志賀富来線
    - 石川県道48号福浦港中島線
    - 石川県道49号深谷中浜線
    - 石川県道51号輪島富来線

  - 一般県道
    - 石川県道293号羽咋巌門自転車道線（羽咋健民自転車道）
- 道の駅
  - とぎ海街道

### バス
- 北陸鉄道
  - 能登中央バス
  - 能登西部バス

## 観光

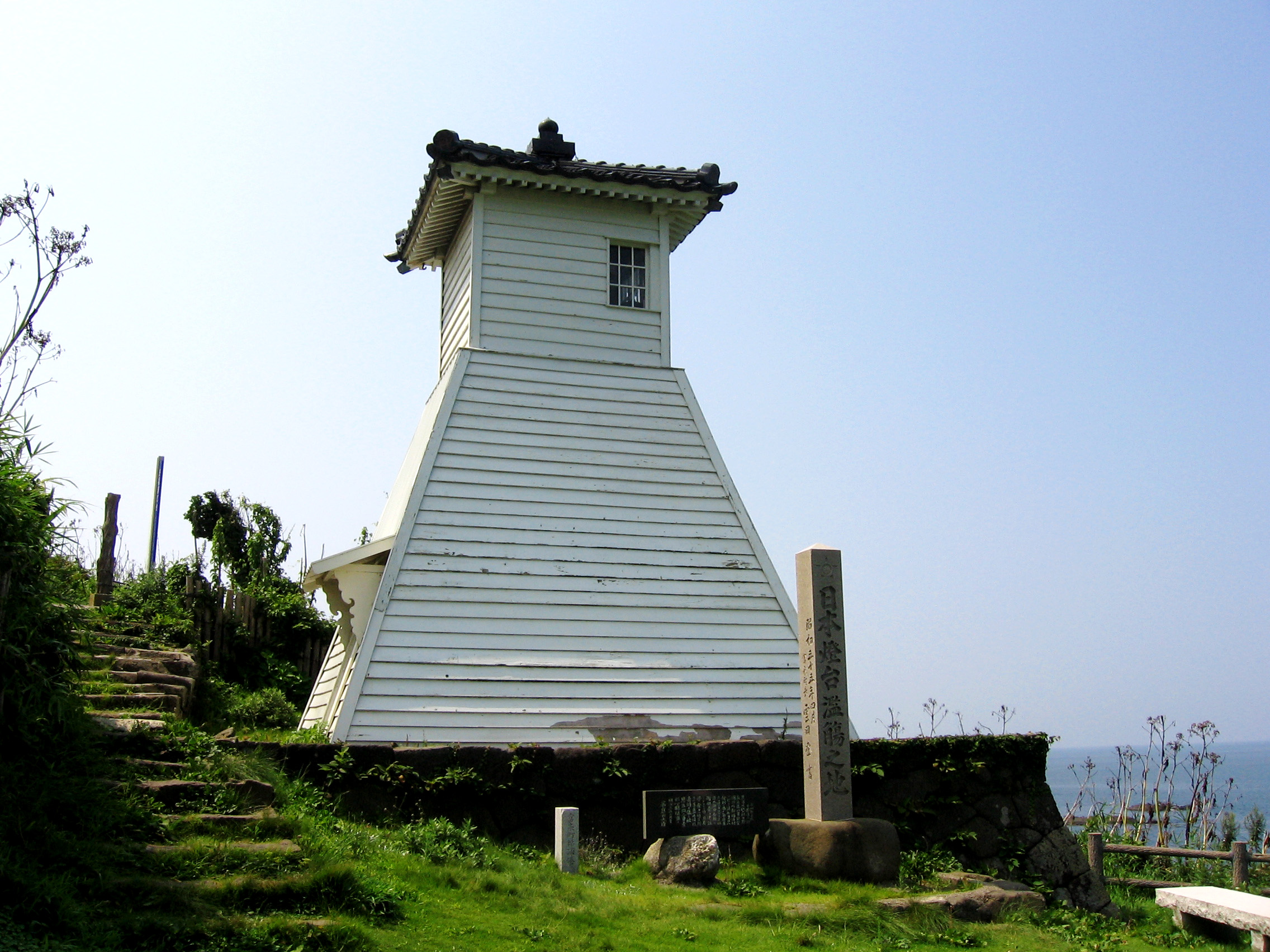
旧福浦灯台

### 名所・旧跡
- 能登半島国定公園
- 世界一長いベンチ (460m)
- 福浦灯台
- 旧福浦灯台
- 能登金剛（巌門）
- ヤセの断崖

## 富来町出身の有名人
- 小松辰雄（プロ野球選手）